# Liste des vénérables reconnus par Jean XXIII
Durant son pontificat, le pape Jean XXIII a reconnu 11 vénérables. 

## 1959
18 décembre 1959 
- Elizabeth Ann Seton (1774-1821), américaine fondatrice des sœurs de la charité.
- Jérémie de Valachie (1556-1625), capucin roumain.

## 1960
28 février 1960
- François de Montmorency-Laval (1623-1708), premier évêque du diocèse de Québec.

28 mai 1960
- Meinrad Eugster (1848-1925), bénédictin suisse.

## 1961
26 avril 1961
- Gertrude Comensoli (1847-1903), fondatrice des sœurs sacramentines de Bergame.
- Léonard Murialdo (1828-1900), fondateur de la congrégation de saint Joseph.

25 juin 1961
- Marie-Eugénie de Jésus (1817-1898), fondatrice des religieuses de l'Assomption.

## 1962
6 avril 1962
- Louis Guanella (1842-1915), fondateur des filles de la Providence et des serviteurs de la charité.

7 juillet 1962
- Antonia Marie de Oviedo y Schönthal  (1822-1898), fondatrice des oblates du Très Saint Rédempteur.
- Louis Marie Palazzolo (1827-1886), fondateur des sœurs des pauvres de Bergame.

## 1963
25 février 1963
- Pauline Jaricot (1799-1862), fondatrice de l'œuvre de la propagation de la foi.